# Nannorhynchides herdlaensis
Nannorhynchides herdlaensis är en plattmaskart som beskrevs av Karling TG 1956. Nannorhynchides herdlaensis ingår i släktet Nannorhynchides och familjen Cicerinidae. Arten är reproducerande i Sverige. Inga underarter finns listade i Catalogue of Life.